# Buken

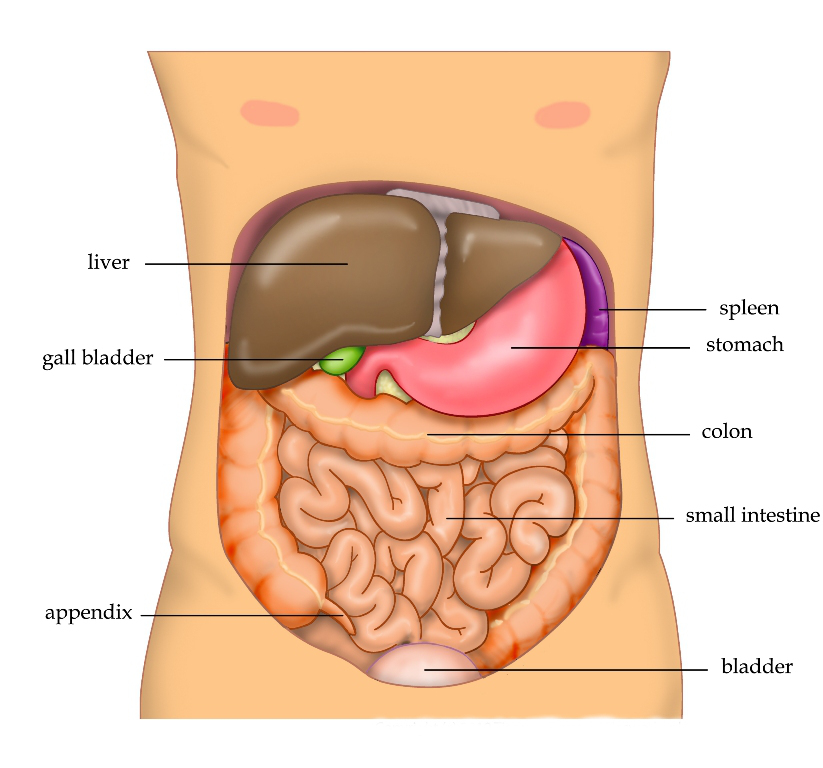
Bukens anatomi.

Buken, livet eller magen (inom anatomin abdomen) är benämningar på det kroppsparti av bålen som följer bröstet, pekande motsatt ländryggen. Den är lokaliserad i nedre magregionen och omfattar i huvudsak nedre delen av tarmarna och mesodermet samt för kvinnor även livmodern och äggstockarna. Buken är ett känsligt område och skyddas därför av bäckenbenet, särskilt blygdbenet.

## Bukens regioner

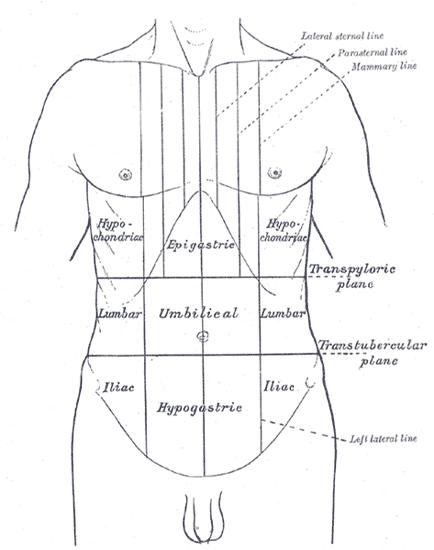
Bukens regioner.

Buken delas in i nio regioner. Det gör det lättare att beskriva olika organs läge samt lokalisera smärta. Överst är epigastrium belägen. Magsäckens större del ligger till vänster om denna. Hypochondrium ligger på båda sidorna om epigastrium under revbensbågarna, de kallas vänster- respektive höger hypochondrium. Mitt i buken, i navelregionen, ligger umbilicalregionen och på båda sidorna ligger lumbalregionen. Längst ner i buken ligger hypogastrium, och på respektive sidor finns inguinalregionen. Inguinalregionen kallas även fossa iliaca (tarmbensgropen).

## Bukmuskler

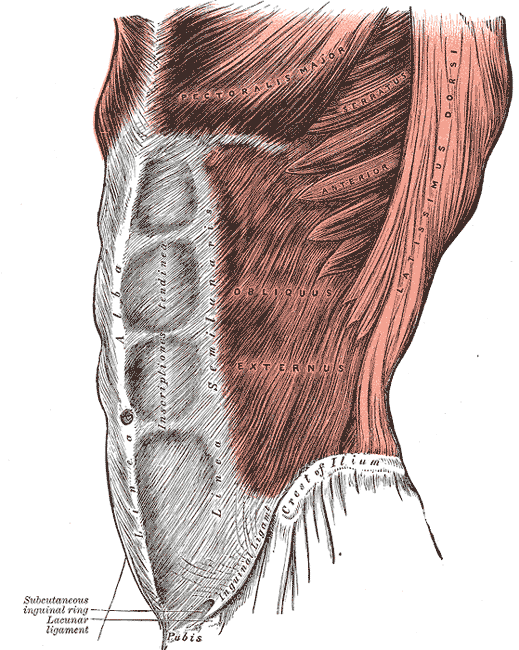
Bukens muskler.

På och utmed buken är ett antal muskler belägna. Nedanstående är muskler på framsidan av buken och dess olika funktioner.
- Musculus obliquus externus abdominis är en bred muskel som är belägen på bukens laterala vägg. Då muskeln kontraheras sänks revbenen, bröstkorgen böjs över bäckenet och bröstkorgen lutas i sidled samtidigt som organen i bukhålan komprimeras.
- Musculus rectus abdominis är en platt muskel som finns på bukens främre yta och är belägen på båda sidorna från vita linjen. Denna muskel har en betydande roll vid defekation (tarmtömning)och vid barnafödande.
- Musculus rectus abdominis aponeuros täcker Musculus rectus abdominis. Den inre begränsningen går ihop med den egna motsatta sidan och bildar där den vita linjen.
- Linea alba, också kallat den vita linjen är ett membran som förenar de ytliga bukmusklerna. Den markerar bukväggens mediala vertikala linje som går från processus xiphoideus på bröstbenet till blygdbenet.
- Inguinalkanalen finns mellan aponeuroserna som tillhör musklerna i bukens nedre och inre del. Denna kanalen hos mannen innehåller sädesledaren och hos kvinnan det runda ligamentet.
- Musculus pyramidalis är en liten rudimentär muskel. Den är belägen i bukens nedre del, från den övre kanten av blygdbenet snett upp till linea alba. Dess funktion är okänd.
- Sädesledaren är ett strängliknande organ som går från och till testiklarna hos mannen.
- Musculus obliquus internus abdominis är en muskel som är belägen under musculus obliquus externus abdominis. Funktionen den har är att sänka revbenen, böja bröstkorgen i sidled samt att komprimera organen.
- Musculi intercostales är platta muskler som finns mellan revbenen. Funktionen är att få revbenen att närma respektive flytta sig från varandra. Detta för att öka och minska bröstkorgens omfång vid andning.[2]

## Buksmärta
Buken omfattar många organ, därför är det inte ovanligt att smärta uppkommer. Olika sjukdomar som orsakar smärta i buken är bland annat: tarmvred, njursten och reflux. Om smärtan breder sig över hela buken, kan detta vara indikation på tarmvred. Smärtattackerna kommer då i intervaller vilket styrs efter tarmens arbete. Då tarminnehållets genomfart blir blockerad resulterar det oftast i illamående och eventuella kräkningar. Gasig och uppspänd mage är andra symtom, då gaserna inte kan komma ut den naturliga vägen. Det finns två typer av detta, tarmhinder och stillastående tarm. Tarmhinder är ett akut tillstånd då det menas att tarmen blivit igentäppt. Detta kan bero på att en tumör har bildats eller eventuell ärrvävnad. Stillastående tarm är då tarmen slutar med sina rörelser nedåt mot ändtarmsöppningen. Detta är tarmens sätt att förmedla att något är fel. Detta kan hända vid ett njurstensanfall eller vid en inflammation. 
Om sidan av buken ofta blir öm och uppspänd och medför svåra smärtor eller molande värk uppvisar det symtom för njursten. Värken kan även stråla ut mot rygg eller ljumske. Det som händer är att ämnen i urinen fäller ut vassa kristaller, även kallat ”stenar”. Då dessa "stenar" blir fast i urinledare eller njurbäcken medför det smärta, då urinen inte kan komma förbi. Blod i urinen är även ett symtom för njursten. Det som händer är att en njursten rispar urinvägarnas slemhinna, som börjar blöda. 
Reflux är en typ av magont som är ganska vanlig. Smärtan ligger ofta bakom bröstbenet och i övre delen av buken. Detta kan ibland uppfattas som en brännande känsla. Illamående och sura uppstötningar är vanliga symtom. Smärtorna orsakas av att magsaft kommer upp i matstrupen. Detta kan bero på att den övre magmunnen inte sluter sig helt tätt. Magens innehåll kan då ge en brännande känsla då magsyran läcker upp i matstrupen. Detta är vanligt hos gravida eller överviktiga personer då deras magmunnar är utsatta för högre tryck. Om tillverkningen av saltsyra är för hög i magsäcken, kan ovanstående problem även uppkomma.

## Bukcancer
Om det uppstår en okontrollerad tillväxt någonstans i buken av onormala celler är detta troligtvis cancer. En allmän term är magcancer, som inkluderar alla organ som buken består av, och en rad olika cancerformer. Normala celler som är gamla eller skadade dör. Då detta inte sker utan det istället börjar ske en okontrollerad celldelning, resulterar det vanligen till en elakartad tumör. Om detta inte behandlas kan cancerceller fortsätta sin förökning genom att sprida sig till andra delar av kroppen. 
Då magcancer får möjlighet att fortskrida okontrollerat stör den vitala processer och funktioner i organ. Två exempel är lungor samt lymfsystemet. Magcancer kan vara dödlig då det inte upptäcks i tid. Magcancer, levercancer samt bukspottkörtelcancer kan vara svåra att upptäcka och behandlingen får då oftare en sämre prognos.

## Andra djur
Många leddjur har en kroppsdel som också har den latinska beteckningen abdomen placerad i kroppens bakre tagma; den följer thorax eller cephalothorax. Denna kroppsdel betecknas dock på svenska inte som buken utan som bakkroppen.

### Svenska akademiens ordbok
- ”liv sbst.”. Svenska Akademiens ordbok (SAOB). saob.se. https://www.saob.se/artikel/?seek=liv&pz=1. Läst 29 juli 2023.
- ”buk sbst.”. Svenska Akademiens ordbok (SAOB). saob.se. https://www.saob.se/artikel/?seek=buk&pz=1. Läst 29 juli 2023.